# Place Paul-Émile-Ladmirault
La place Paul-Émile-Ladmirault est une voie publique de Nantes, en France.

## Situation et accès
Située dans le centre-ville de Nantes, la place Paul-Émile-Ladmirault, traversée par la rue Racine, est aux débouchés des rues Scribe, Anizon et Marivaux. Elle est bitumée et ouverte à la circulation automobile.

## Origine du nom
Elle rend mémoire du compositeur nantais Paul-Émile Ladmirault.

## Historique
La place a été constituée à la suite de la démolition des immeubles endommagés lors des bombardements de 1943 et son nom lui a été attribué par délibération du conseil municipal du 6 juin 1950.